# Christina Rossetti
Christina Georgina Rossetti (Londres, 5 de desembre de 1830 – 29 de desembre de 1894) va ser una de les poetes angleses més importants, que va escriure una varietat de poemes romàntics, texts devocionals i poesia infantil. És especialment coneguda per haver escrit el recull Goblin Market (El mercat dels follets), del qual el sonet «Remember» (Recordar) és un dels més coneguts. També va escriure la lletra de dues nadales, «In the Bleak Midwinter» i «Love came Down at Christmas», molt populars al Regne Unit i musicades per diversos compositors.
El 2019 la revista Veus baixes va publicar vuit traduccions diferents de «Remember» al català, fetes per vuit autors. Carles Pi i Sunyer en va traduir un poema al seu recull premiat Lírica anglesa, de 1970. Al seu disc Les veus de la nit (2013) la cantant balear Mariona Forteza va musicar «Remember» amb el títol «Quan jo mori».

## Primers anys
Christina Rosetti, nascuda a Charlotte Street (ara Hallam Street) de Londres, era filla de Gabriele Rossetti, pintor i exiliat polític de Vasto (als Abruços italians), i de Frances Polidori, dona culta, filla del secretari de Vittorio Alfieri i germana de John William Polidori, amic i metge de Lord Byron. Va tenir una germana i dos germans: Maria Francesca, Dante Gabriel i William Michael, nascuts respectivament els anys 1827, 1828 i 1829. Tots van dedicar-se a la literatura, tot i que Dante Gabriel és més conegut com a pintor. Christina Rossetti va ser una nena activa que va dictar el seu primer relat a la seva mare abans d'aprendre a escriure.
Rossetti va ser educada a casa per sa mare i per son pare, que desenvoluparen els seus estudis en obres religioses, clàssics, contes de fades i novel·les. Rossetti es va delectar amb les obres de Keats, Scott, Ann Radcliffe i Matthew Lewis. La influència de l'obra de Dante Alighieri, Petrarca i altres escriptors italians van omplir la casa i van tenir un impacte profund en l'escriptura de Rossetti més tardana. Casa seva era oberta per a artistes, revolucionaris i estudiosos italians. La casa de la família a Bloomsbury –al núm. 38 i després 50 de Charlotte Street– estaven molt a prop del museu de Madame Tussaud, del Zoo de Londres i de Regent's Park, que visitava amb regularitat; a diferència dels seus pares, Rossetti era una nena molt londinenca i, pel que sembla, força feliç.
El 1840, la seva família va fer front a dificultats econòmiques a causa de la deterioració de la salut física i mental del pare, a qui, el 1843, van diagnosticar una bronquitis crònica, possiblement tuberculosi, i anava perdent la vista. Va deixar el seu lloc de professor al King's College i encara que va viure uns altres onze anys, va patir de depressió i mai va tornar a estar bé físicament. La mare de Rossetti va començar a fer classes per sobreviure econòmicament i la seva germana Maria va treballar com a institutriu interna, una perspectiva que espantava Christina Rossetti. En aquell moment el seu germà William treballava per al HM Excise Office, l'oficina reial d'impostos especials, Gabriel anava a l'escola d'art, i Christina es quedava a casa en un aïllament creixent. Quan tenia catorze anys, Rossetti va patir una crisi nerviosa i va deixar l'escola. Això va anar seguit d'episodis de depressió i malalties relacionades. Durant aquest període ella, sa mare i sa germana es van interessar profundament pel moviment anglocatòlic que es va desenvolupar a l'Església d'Anglaterra. La devoció religiosa va arribar a tenir un paper important en la vida de Rossetti.

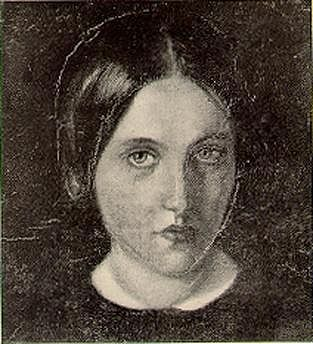
Christina Rossetti, pintada pel seu germà, Dante Gabriel Rossetti

Encara adolescent, Rossetti es va comprometre amb el pintor James Collinson, el primer de tres pretendents. Era, com els seus germans Dante i William, membre fundador del grup d'avantguarda artística del prerafaelitisme, fundat el 1848. El compromís es va trencar el 1850 quan ell va convertir-se al catolicisme. Més tard va festejar amb el lingüista Charles Cayley, però es va negar a casar-s'hi, també per raons religioses. El tercer pretendent va ser el pintor John Brett, a qui també va rebutjar.

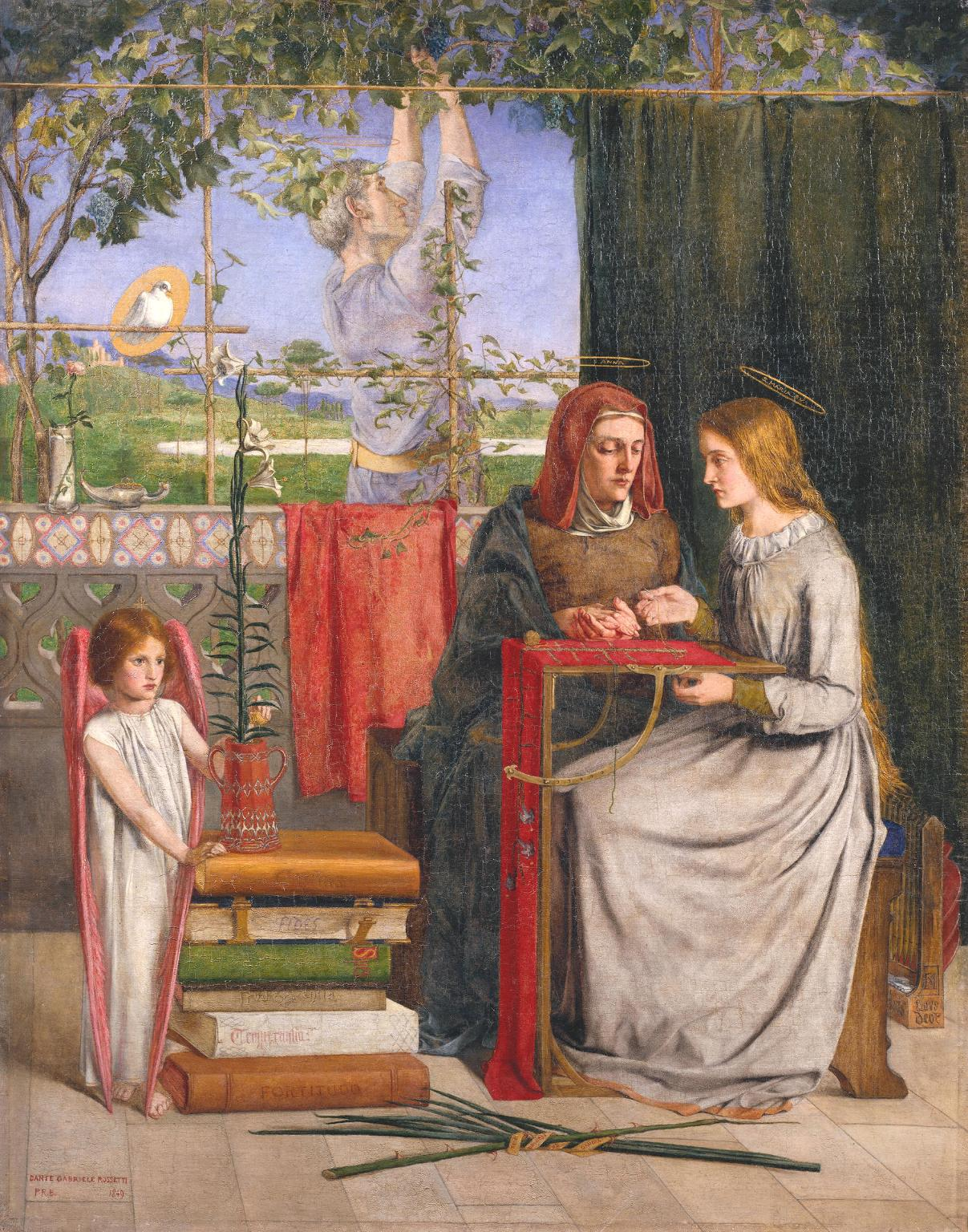
La infantesa de Maria, de Dante G. Rossetti, quadre per al qual posà Christina Rossetti

Rossetti va posar per alguns dels quadres més famosos de Dante Rossetti. El 1848, va fer de model per a la marededeu en la seva primera pintura a l'oli, La infantesa de Maria, mare de Déu, que va ser el primer treball que s'inscriu amb les inicials «PRB», sigles de «Pre-Raphaelite Brotherhood» (Germandat prerafaelita). L'any següent va fer de model de nou per la seva representació de l'Anunciació, Ecce Ancilla Domini. Un vers del seu poema «Who shall deliver me?» (Qui em lliurarà?) inspirat en el famós quadre de Fernand Khnopff anomenat I lock my door upon myself (Em tanco la porta a mi mateix). El 1849 va tornar a caure greument malalta; va patir una depressió i en algun moment, al voltant de 1857, una gran crisi religiosa.

## Carrera
Rossetti va començar a escriure i datar els seus poemes des de 1842, quan tenia dotze anys, primer imitant sobretot els seus poetes preferits. A partir de 1847 va començar a experimentar amb versos rimats com sonets, himnes i balades; amb narracions bíbliques, contes populars i vides de sants. Les seves primeres obres sovint narren meditacions sobre la mort i la pèrdua, en la tradició romàntica. Va publicar els primers dos poemes («Death's Chill Between», «Heart's Chill Between»), que van aparèixer a la revista Athenaeum, el 1848, quan tenia divuit anys. Sota el nom de ploma d'Ellen Alleyne, va col·laborar amb la revista literària The Germ, publicada pels prerafaelites de gener a abril de 1850 i editada pel seu germà William. Això va marcar el començament de la seva carrera pública.

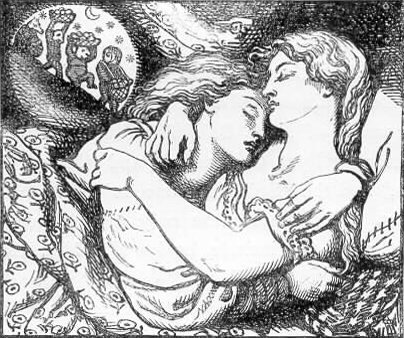
Coberta de Goblin Market and other poems

El seu recull més famós, Goblin Market and Other Poems (El mercat dels follets i altres poemes), va aparèixer el 1862, quan tenia 31 anys. Va rebre elogis de la crítica generalitzada, que la situaven com la poeta més important de l'època. Hopkins, Swinburne i Tennyson van lloar l'obra. El poema que li dona títol és un dels treballs més coneguts de Rossetti. Encara que es refereix ostensiblement a les desventures de dues germanes amb follets, els crítics han interpretat la peça amb una varietat de maneres: uns hi veuen una al·legoria sobre la temptació i la salvació; altres un comentari sobre els rols de gènere victorià i la funció femenina; o encara una obra sobre el desig eròtic i la redempció social. Rossetti va fer de voluntària entre 1859-1870 a la casa de la caritat de Santa Maria Magdalena a Highgate, un refugi per a exprostitutes, i es creu que Goblin Market pot haver estat inspirat per les «dones perdudes» que hi va conèixer Hi ha paral·lelismes amb The Rime of the Ancient Mariner, de Coleridge, pels temes religiosos d'ambdós poemes sobre la temptació, el pecat i la redempció pel sofriment. Swinburne el 1883 va dedicar el seu recull A Century of Roundels a Rossetti perquè havia adoptat la seva rima roundel en alguns dels seus poemes, com ara el seu Wife to Husband. Era ambivalent sobre el sufragi de les dones, però molts estudiosos han identificat temes feministes en la seva poesia. Es va oposar a l'esclavitud (a Sud-amèrica), a la crueltat amb els animals (en la prevalent pràctica d'experimentació animal), i a l'explotació de noies menors en la prostitució.

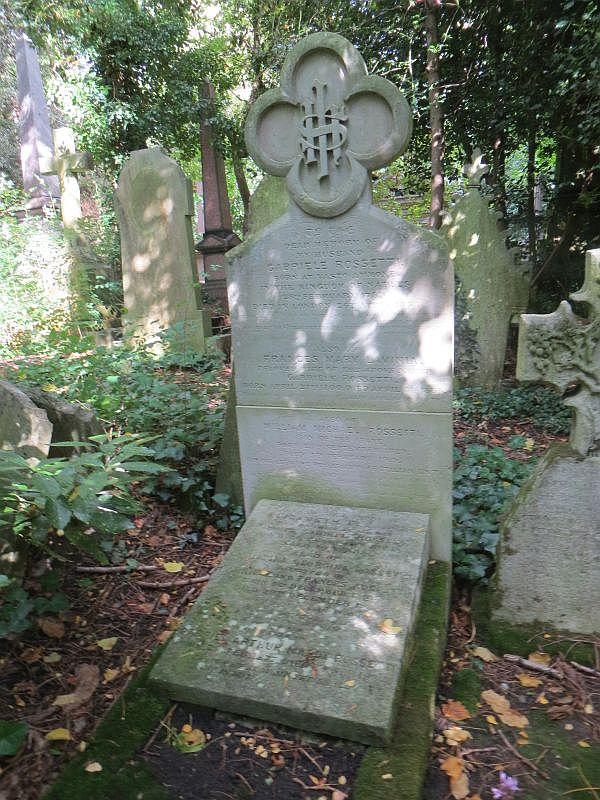
Tomba de Christina Rossetti

Rossetti va mantenir un gran cercle d'amics i va continuar escrivint i publicant durant tota la seva vida. Es va centrar principalment en l'escriptura devocional i la poesia infantil. El 1892, Rossetti va escriure The Face of the Deep, un llibre de prosa devocional, i va supervisar la producció d'una nova edició ampliada del seu recull de cançons infantils Sing-Song, publicat el 1893.
En les darreres dècades de la seva vida, Rossetti va patir la malaltia de Graves-Basedow, diagnosticada el 1872; patí un atac gairebé fatal a començament dels anys 1870. El 1893, va desenvolupar càncer de pit i encara que el tumor li va ser extirpat, va patir-ne un recurrència el setembre de 1894. Va morir a Bloomsbury el 29 de desembre de 1894 i va ser enterrada al cementiri de Highgate. El lloc on va morir, a Torrington Square, està marcat amb una placa de pedra.